# Olympische Sommerspiele 1968/Teilnehmer (Niederlande)
| Gelbes Symbol für Goldmedaillen mit stilisierten Olympischen Ringen | Graues Symbol für Silbermedaillen mit stilisierten Olympischen Ringen | Braundes Symbol für Bronzemedaillen mit stilisierten Olympischen Ringen |
| ------------------------------------------------------------------- | --------------------------------------------------------------------- | ----------------------------------------------------------------------- |
| 3                                                                   | 3                                                                     | 1                                                                       |

Die Niederlande nahmen an den Olympischen Sommerspielen 1968 in Mexiko-Stadt mit einer Delegation von 107 Athleten (82 Männer und 25 Frauen) an 52 Wettkämpfen in elf Sportarten teil. Fahnenträger bei der Eröffnungsfeier war der Wasserballspieler Fred van Dorp.

## Teilnehmer nach Sportarten

### Boxen
- Rudie Lubbers
- Jan van Ispelen

### Gewichtheben
- Piet van der Kruk

### Hockey
- 5. Platz
- Joost Boks
- Aart Brederode
- Edo Buma
- Arie de Keyzer
- Tippy de Lanoy Meijer
- Sebo Ebbens
- John Elffers
- Jan Piet Fokker
- Gerard Hijlkema
- Ewald Kist
- Frans Spits
- Otto ter Haar
- Theo Terlingen
- Kik Thole
- Heiko van Staveren
- Theo van Vroonhoven
- Piet Weemers

### Kanu
| Männer - Paul Bunschoten - Antonius Geurts - Paul Hoekstra - Bram Muusse - Jan Wittenberg | Frauen - Tjeertje Bergers-Duif - Mieke Jaapies |

### Leichtathletik
| Männer - Ed de Noorlander - Aad Steylen | Frauen - Marjan Ackermans-Thomas - Corrie Bakker - Mia Gommers Bronze 800 m - Truus Hennipman - Ilja Keizer - Mieke Sterk - Hermina van der Hoeven - Tilly van der Zwaard - Wilma van Gool - Els van Noorduyn |

### Radsport
- Klaas Balk
- Fedor den Hertog
Gold  100 km Mannschaftszeitfahren
- Piet Hoekstra
- Harrie Jansen
- Jan Jansen
Silber  Tandemsprint
- Jan Krekels
Gold  100 km Mannschaftszeitfahren
- Leijn Loevesijn
Silber  Tandemsprint
- Henk Nieuwkamp
- René Pijnen
Gold  100 km Mannschaftszeitfahren
- Joop Zoetemelk
Gold  100 km Mannschaftszeitfahren

### Rudern
- Pieter Bon
- Berend Brummelman
- Tom Dronkert
- Harry Droog
Silber  Doppelzweier
- Erik Hartsuiker
- Maarten Kloosterman
- Arthur Koning
- Roelof Luynenburg
- Eric Niehe
- Jaap Reesink
- Rody Rijnders
Silber  Zweier mit Steuermann
- Herman Rouwé
- Jan Steinhauser
- Rudolf Stokvis
- Herman Suselbeek
Silber  Zweier mit Steuermann
- Leendert van Dis
Silber  Doppelzweier
- Gee van Enst
- Jan van Laarhoven
- Hadriaan van Nes
Silber  Zweier mit Steuermann
- Otto Weekhout
- Erik Wesdorp
- Jan Wienese
Gold  Einer

### Schwimmen
| Männer - Elt Drenth - Dick Langerhorst - Aad Oudt - Johan Schans - Bob Schoutsen - Rinus van Beek | Frauen - Toos Beumer - Klenie Bimolt - Nel Bos - Cobie Buter - Marjan Janus - Ada Kok Gold 200 m Schmetterling - Hennie Penterman - Hella Rentema - Coby Sikkens - Mirjam van Hemert - Bep Weeteling |

### Segeln
- Boudewijn Binkhorst
- Jan Bol
- Nico de Jong
- Pieter de Zwart
- Cor Groot
- Ben Verhagen

### Wasserball
- 7. Platz
- Bart Bongers
- Feike de Vries
- Lou Geutjes
- André Hermsen
- Hans Hoogveld
- Evert Kroon
- Ad Moolhuijzen
- Hans Parrel
- Nico van der Voet
- Fred van Dorp
- Hans Wouda

### Wasserspringen
Frauen
- Mariët Dommers
- Eljo Kuiler